# Попкович, Владимир Антонович
Влади́мир Анто́нович Попко́вич (бел. Уладзімір Антонавіч Папковіч; 25 марта 1935, Дворец — 10 апреля 2021, Витебск) — советский и белорусский филолог, поэт, переводчик. Член Союза писателей СССР (1981).

## Биография
Родился в крестьянской семье. Отца репрессировали в декабре 1944 года. В 1953 году окончил Ильянскую среднюю школу Вилейского района и поступил на факультет немецкого языка Минского государственного педагогического института иностранных языков, который и окончил в 1958 году. По воспоминаниям, единственный из своего села, кто получил высшее образование.
До 1962 года работал в том же институте преподавателем немецкого языка, затем инженером-переводчиком патентного бюро Института научно-технической информации и пропаганды при Совете Министров БССР (1962-1963), старшим преподавателем кафедры иностранных языков Минских высшего инженерно-радиотехнического училища (1963-1964), инженером-переводчиком отдела технической информации Минского оптико-механического завода.
В 1966 году приехал в Витебск, с которым и связал свою жизнь до конца дней. В 1966-1970 годах работал учителем в средней школе № 20 и в Витебском пединституте. С 1973 года преподаватель немецкого и английского языков Витебского индустриального техникума, а с 1982 года — старший преподаватель немецкого языка Витебского государственного педагогического института имени С. М. Кирова.
С 1998 по 2005 год — заведующий кафедрой немецкого языка этого университета. Член Союза писателей СССР (1981). Член Союза белорусских писателей.

## Литературная и общественная работа
Печататься начал с 1962 года в республиканских, областных и городских изданиях в Минске и Витебске, в журналах «Нёман», «Полымя», «Маладосць», альманахах «Далягляды», «Братэрства» и других. В последние годы освоил facebook, где также активно публиковал свои стихотворения.
Стоял у истоков организации кафедры немецкого языка Витебского института и товарищества немецкого языка в Витебске. Организовывал поездки студентов в Германию.
Среди его учеников белорусский писатель и переводчик Артём Орешонок.

## Основные труды

### Сборники стихов
- «На досвітку» («Мастацкая літаратура», 1978);
- «Зерне» («Мастацкая літаратура», 1982);
- «Самы кароткі цень» («Мастацкая літаратура», 1988);
- «На тым стаю» (УПП «Віцебская абласная друкарня», 2004);
- «Вы будзеце смяяцца» (пад псеўданімам Ахрэм Нядбайла, «Віцебская абласная друкарня», 2008);
- «Рэшта» (Мн.: «Медысонт», 2010).
- «Пасля свята» (Мн.: Логвінаў, 2013);
- «Зазімак», выбраныя вершы (Мн., «Кнігазбор», 2018);
- «Пытанні застаюцца» (Мн., Друкарскі Дом «Вішнеўка», 2020).

### Переводы с немецкого языка на белорусский
- Ёганэс Р. Бэхер. «Вяртанне да сябе». Вершы («Мастацкая літаратура», 1985);
- Рут Крафт. «Востраў без маяка». Раман («Мастацкая літаратура», 1987);
- Закаханы вандроўнік: паэзія нямецкага рамантызму («Мастацкая літаратура», 1989);
- Фрыдрых Шылер. Вільгельм Тэль (у кнізе: «Скарбы сусветнай літаратуры», «Мастацкая літаратура», 1993);
- Эрых Марыя Рэмарк. Тры таварышы. Раман («Мастацкая літаратура», 1994).
- Гудрун Паўзэванг. «Хмара». (Кніга выйшла пры падтрымцы фонду «Вяртанне», 2011);
- Томас Ман. «Смерць у Венецыі». Апавяданні. Пераклад. («Noblesse oblige». Янушкевіч, 2019);
- Вільгельм Мюлер. «Выбраная лірыка». Пераклад. (З В. Сёмухам), («Паэты планеты». Зм. Колас, 2019).

### Переводы с русского и белорусского языков на немецкий
- Давид Симанович. Витебск. Шагал. Любовь. (Witebsk. Chagall. Liebe. «Віцебская абласная друкарня», 2003)
- Кастусь Вераніцын. «Тарас на Парнасе» (Taras auf dem Parnass. У кнізе: «Класіка», выдавец Віктар Хурсік, 2003)

## Награды
- Лауреат премии «Созвездие муз» имени Владимира Короткевича.